# Denise Porto
Denise Porto Mattioli  (Rio de Janeiro, 25 de março de 1952) é uma esportista brasileira.
É ex-voleibolista indoor sênior e defendeu clubes nacionais e a Seleção Brasileira, com a qual pela categoria adulta conquistou a medalha de prata nos Jogos Sul-Americanos do Paraguai, em 1975, assim como conquistou o ouro na categoria juvenil no Sul-Americano de 1976, e novamente a prata na categoria adulta no Sul-Americano de 1977, no Peru. Também pela seleção principal foi medalha de bronze nos Jogos Pan-Americanos de  1979, em Porto Rico, e defendeu o Brasil  nos Jogos Olímpicos de Verão de 1980.
Também é ex-futebolista, sendo a primeira goleira a vestir a camisa da Seleção Brasileira de Futebol Feminino. Fez parte da Seleção Brasileira de Tiro Esportivo, conquistando a medalha de prata no Campeonato Mundial de Tiro Esportivo de 2002 realizado na Finlândia, tornando-se a única atleta brasileira a competir pela seleção brasileira em três modalidades diferentes.
Atualmente é competidora tanto no voleibol indoor, quanto no vôlei de praia, em ambas modalidades na Categoria Máster 50+ , e conquistou a medalha de bronze na quadra e a de ouro nas areias na Olimpíada de Máster de 2009, realizada na Austrália.

## Carreira
Denise provém de família de fazendeiros e desde menina era companheira do seu pai nas atividades externas: caça e pesca, momentos que afloraram suas habilidades esportivas, além das brincadeiras de rua: como por exemplo jogando bola, ou nadando no rio. O pai de Denise era do Ministério da Agricultura e por isso residiam em fazenda, onde teve uma grande interação com o meio ambiente e práticas, onde subia em árvores, pulando, então a atividade esportiva de certo modo já fazia parte de as formação.
Com 19 anos de idade teve seu primeiro contanto com a bola de voleibol, demonstrando uma enorme facilidade, atribuindo-se tal facilidade por sua formação citada anteriormente, ou seja, recreação lúdica natural.
Denise e sua família foram morar perto de um clube, no mesmo ela ia para ajudar, colaborava em catar a bola e, com isso, o técnico viu a minha habilidade e me chamou para jogar voleibol, com seis meses de voleibol participou de um campeonato promovido pelo clube, deyalhe: quando o treinador a chamou para treinar Denise  aceitou, mas não tinha tênis, chegou a jogar descalça, e com seis meses  foi a melhor atleta no referido campeonato e nesta competição havia árbitros do Rio de Janeiro e um deles chegou até ela e disse: “Eu vou chegar no Rio, e um dos clubes gosta de trazer pessoas do interior para jogar no Rio. Você poderia vir...”; então migra em 1970 para o Rio de Janeiro, quando passou a jogar no Fluminense e ficou morando com algumas meninas, de imediato sentiu um impacto, pois, mal chegou e o técnico a mandou logo trocar de roupa e treinar, mas era sua oportunidade e não desistiu.
Denise foi matriculada pelo clube no Colégio Bennett, instituição na qual terminou a oitava série do ensino fundamental, em seguida fez antigo Científico do ensino médio; mais tarde ingressou na faculdade de Educação Física, no Fundão, na UFRJ, transferindo-se tempos depois para a Universidade Gama Filho, instituição lhe oferecia todo o apoio esportivo e que todo o atleta da época com perspectiva de vida cobiçava.
Em 1975 recebeu convocação para disputar na categoria adulta o Sul-Americano realizado no Paraguai e conquistou a medalha de prata época que predominava a supremacia peruana e no mesmo ano atuou pela seleção nos Jogos Pan-Americanos sediado no México, terminando na quinta colocação. Em 1976 foi convocada para Seleção Brasileira na categoria juvenil conquistando o ouro no Campeonato Sul-Americano da Bolívia. No ano seguinte na categoria Adulta representou novamente a seleção principal e novamente foi vice-campeã sul-americana cuja competição deu-se no Peru.
Pela seleção disputou o Mundial da Rússia de 1978, conquistando a qualificação para os Jogos Olímpicos de Moscou após terminar na sétima posição e o boicote aos jogos por parte dos Estados Unidos, a melhor posição da história do voleibol feminino do Brasil até então.
Recebeu em 1979 convocação para disputar os Jogos Pan-Americanos em Porto Rico, conquistou sua primeira medalha na história da competição, sendo medalhista de bronze. Na referida olimpíada, Denise também foi convocada e disputou tal edição, terminando na sétima posição.
A primeira vez que Denise foi a um campeonato de esporte máster foi em 1985, nos cem anos de voleibol, que aconteceu em Massachusetts. Tempos depois Denise foi assistente técnica das  escolinhas de voleibol do Fluminense, ajudando o técnico e em segida formada em Educação Física assumiu como técnica no clube, recebendo ordenado e treinadora dos times mirim e infantil do mesmo.
Denise em 2008 resolveu se candidatar ao cargo de Vereadora da cidade do Rio de Janeiro pelo partido PC do B.
Em outubro de 2009, Denise foi uma das representantes do Brasil na Olimpíada Máster sediada em Sydney-Austrália e na categoria 50+, a atleta conquistou a medalha de ouro no vôlei de praia e o bronze no vôlei indoor.No vôlei de praia, competiu na modalidade 4x4 com o time “Floripa Rio 50”, como não existia outra equipe foi declarada a medalha de ouro. O bronze no indoor foi competindo com o “Brasil Plus”.
Foi nomeada em 2010 subsecretária de Esporte e Lazer da Prefeitura da Cidade do Rio de Janeiro. Denise é a única atleta do esporte feminino brasileiro a competir em três modalidades diferentes pela Seleção Brasileira, representou a de voleibol, também foi a primeira goleira da seleção brasileira de futebol feminino e vice-campeã mundial de tiro ao alvo, pela seleção de tiro esportivo em 2002 na Finlândia. Em 2013 Denise integrou a equipe de organização do evento JAI-Jogos Abertos do Interior e foi campeã na edição de 1998.

## Clubes
| Clube      | País   | De | Até |
| Fluminense | Brasil | ?  | ?   |
| Botafogo   | Brasil | ?  | ?   |

## Títulos e Resultados
- 1975– 5º Lugar nos Jogos Pan-Americanos  (Cidade do México,   México)[4]
- 1978– 7º Lugar no Campeonato Mundial (Lenigrado,  União Soviética)[8]
- 1980-7º Lugar dos Jogos Olímpicos de Verão (Moscou,  União Soviética)[5]
- 1998-Campeã dos Jogos Abertos do Interior do Rio de Janeiro[6]